# Romilly-sur-Seine
Romilly-sur-Seine település Franciaországban, Aube megyében. Lakosainak száma 14 751 fő (2022. január 1.). Romilly-sur-Seine Crancey, Maizières-la-Grande-Paroisse, Pars-lès-Romilly, Saint-Hilaire-sous-Romilly, Conflans-sur-Seine, Marcilly-sur-Seine és Saint-Just-Sauvage községekkel határos.

## Népesség
A település népessége az elmúlt években az alábbi módon változott:
| Lakosok száma | 17 038 | 15 937 | 15 557 | 14 059 | 14 352 | 14 493 | 14 451 | 14 480 | 14 623 | 14 751 |
|               | 1968   | 1982   | 1990   | 2006   | 2013   | 2015   | 2017   | 2019   | 2020   | 2022   |